# Генрих Борвин I
Генрих Борвин (Бурвин) I (нем. Heinrich Borwin I.; ок. 1150 — 28 января 1227) — князь Мекленбурга с 1178 года, сын князя Прибислава и поморской княжны Воиславы.

## Биография
30 декабря 1178 года отец Генриха Борвина, князь Прибислав, умер в Люнебурге от раны, полученной на рыцарском турнире. Незадолго до этого его единственный сын и наследник Генрих Борвин вступил в брак с Матильдой, незаконнорождённой дочерью герцога Саксонии и Баварии Генриха Льва. Этот брак скрепил союз между Прибиславом, отцом Генриха Борвина, и его сюзереном Генрихом Львом.
Первые годы правления Генриха Борвина прошли в войне с двоюродным братом Николаем (Никлотом) за мекленбургское наследство. Поскольку тесть Генриха Борвина, Генрих Лев, в 1180 году был лишён большей части владений императором Фридрихом I Барбароссой, Генрих Борвин оказался без поддержки.
Война шла с переменным успехом. Первоначально перевес был на стороне Генриха Борвина, который смог захватить Мекленбург и Росток, а Никлот бежал к новому герцогу Саксонии Бернхарду III, а затем — к маркграфу Бранденбурга Оттону I, брату Бернхарда. В дальнейшем в междоусобицу вмешались князь Рюгена Яромар (Геромар), принявший сторону Никлота, и поморский князь Богуслав I, поддержавший своего племянника Генриха Борвина. В дальнейшем Генрих Борвин попал в плен к Яромару Рюгенскому, отославшего его к королю Дании Кнуду VI, а Никлот был пленён Богуславом Поморским. Король Дании воспользовался пленением мекленбургских князей и, благодаря этому, смог серьёзно усилить свои позиции на побережье Балтийского моря, поскольку Генрих Борвин и Никлот получили свободу только после того, как признали в 1185 году себя вассалами короля Дании. В итоге Мекленбург и Илово были признаны королём Кнудом владением Генриха Борвина, а Никлот получил в управление Росток.
В 1200 году Генрих Борвин и Никлот по приказу короля Кнута предприняли поход в Ратцебург, находившийся во владении графа Адольфа фон Дасселя. 25 мая они сошлись в битве около Вашова с армией графа Адольфа. В итоге Никлот был убит, однако сама битва окончилась победой мекленбуржцев, а сам Адольф с трудом смог спастись бегством. Поскольку Никлот детей не оставил, его владения унаследовал Генрих Борвин.
В декабре 1201 года Генрих Борвин участвовал в походе армии короля Кнуда против графа Адольфа III фон Шауэнбург.
После смерти короля Кнуда Генрих Борвин поддерживал его наследника, короля Вальдемара II. Благодаря этому, Генрих Борвин смог увеличить свои владения — в 1203 году король передал ему в лен Гадебуш и Ратцебург.
В 1218/1219 году Генрих Борвин принял участие в захвате датчанами Эстляндии, а в 1225—1227 годах в борьбе против графов Гольштейна.
Во время правления Генриха Борвина Росток и Висмар получили статус города. Также Генрих Борвин способствовал учреждению монастырей Доббертин, Темпцин и Нойклостер.
Генрих Борвин умер 28 января 1227 года и был похоронен в Доберанском монастыре. Ещё при его жизни двое сыновей, Генрих Борвин II, Николай (Никлот) II, получили в управление часть отцовских владений. Поскольку они оба умерли раньше отца, то Мекленбург унаследовали четыре сына Генриха Борвина II, которые в 1234 году разделили владения между собой.

## Брак и дети

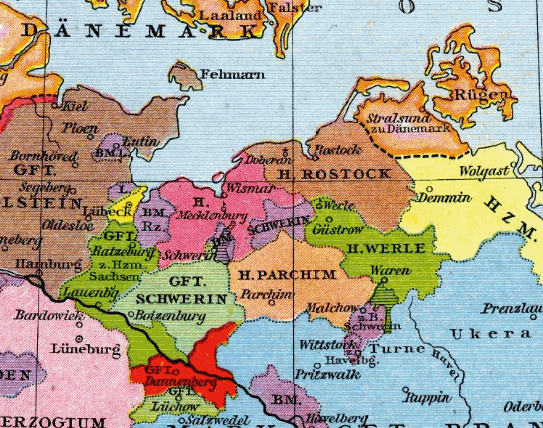
Раздел владений Генриха Борвина I между его внуками

1-я жена: до 30 декабря 1178 Матильда Саксонская (до 1164 — до 1219), незаконнорождённая дочь герцога Саксонии и Баварии Генриха Льва. Дети:
- Генрих Борвин II (ум. 5 июня 1226), сеньор Ростока в 1219
- Прибислав (ум. после 1218)
- Николай (Никлот) II (ум. 28 сентября 1225), сеньор Мекленбурга в 1219, сеньор Верле в 1223
- дочь (ум. после 1222)
- Иоганн (ум. после 1229)
- Добеслав (ум. после 1229)

2-я жена: Адельгейда (ум. после 7 июня 1222). Дети:
- Елизавета (ум. 10 февраля ок. 1265), аббатиса Вьенхаузена в 1241—1265 годах